# Machimus callidus
Machimus callidus là một loài ruồi trong họ Asilidae. Machimus callidus được Williston miêu tả năm 1893.